# ジョエル・カレーニョ
ジョエル・フェルナンド・カレーニョ・デセーナ（Joel Fernando Carreño Decena, 1987年3月7日 - ）は、ドミニカ共和国サン・クリストバル出身の元プロ野球選手（投手）。右投右打。

## 経歴

### プロ入りとブルージェイズ時代

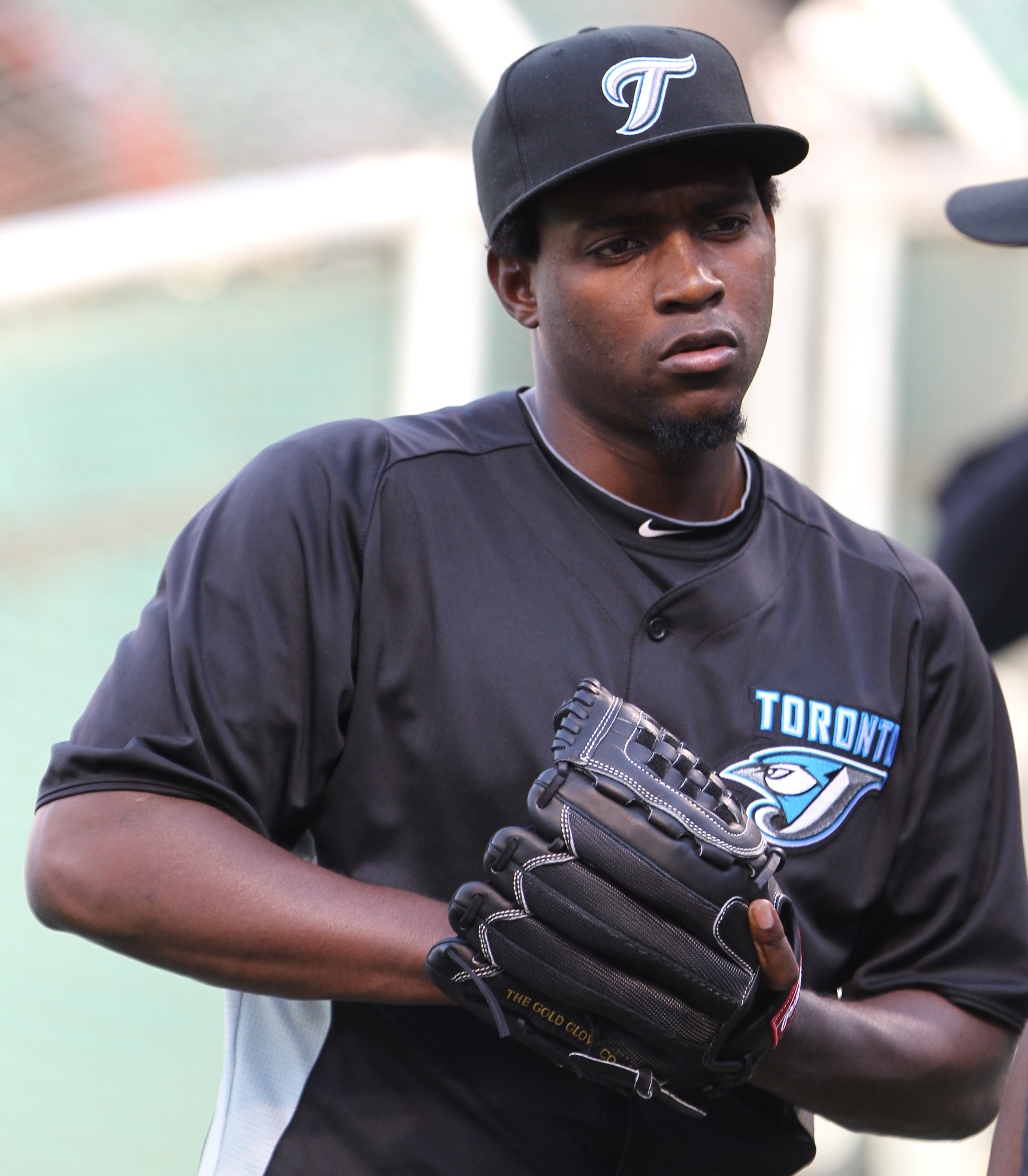
トロント・ブルージェイズ時代
（2011年8月31日）

2004年10月にトロント・ブルージェイズと契約。
2006年にドミニカン・サマーリーグでデビューし、15試合に先発して防御率1.53を記録。
2007年はガルフ・コーストリーグで12先発で6勝4敗を挙げ防御率は2.62だった。
2008年はA-級オーバーン・ダブルデイズで15登板（13先発）で76と1/3回を投げ5勝5敗で防御率3.42で85奪三振だった。
2009年はA級ランシング・ラグナッツで16先発で3勝4敗で防御率3.28だった。
2010年はA+級ダニーデン・ブルージェイズでプレーし、137.2イニングで173奪三振を奪った。7月11日には、フロリダ・ステートリーグの新記録となる1試合15奪三振をマークした。
2011年はAA級ニューハンプシャー・フィッシャーキャッツで24試合に先発した後、球団の方針により打者天国のAAA級ラスベガス・フィフティワンズをスキップして8月19日にメジャー昇格。メジャーではリリーフとして11試合に登板し、防御率1.15、WHIP0.96と好成績を残した。
2012年はローテーションを担うブレット・セシルが不調でマイナーに降格しダスティン・マゴワンがスプリングトレーニング時に怪我で離脱したため、3番手投手として期待された。4月8日のクリーブランド・インディアンス戦でメジャー初先発を果たすも6回4失点4四球3奪三振だった。試合後、AAA級ラスベガスに降格した。7月26日にメジャーに昇格した。7月31日にスティーブ・デラバーとブラッド・リンカーンがトレードでブルージェイズに入団したため、ロースターの枠の関係上再びAAAに降格した。8月1日にはAA級フィッシャーキャッツに降格した。9月7日にフィッシャーキャッツのシーズンが終了した後メジャーに昇格した。11月19日にマイアミ・マーリンズと行われた12人が動く大規模トレードでロースターの枠を開けるためDFAとなる。11月30日にAAA級バッファロー・バイソンズに降格した。
2013年5月29日にAA級フィッシャーキャッツからAAA級バイソンズに昇格した。

### メッツ傘下時代
2013年11月5日にFAとなり、11月8日にニューヨーク・メッツとマイナー契約を結んだ。
2014年シーズン終了後FAとなった。

## 選手としての特徴
マイナー時代は先発投手だったが、メジャー昇格後はリリーフとして起用されている。奪三振率が高く、スライダーは既に高いレベルにあるが、チェンジアップはまだ発展途上である。速球の制球が安定すれば、将来はクローザーを務めることも可能だと見られている。

## 詳細情報

### 年度別投球成績
| 年 度    | 球 団    | 登 板 | 先 発 | 完 投 | 完 封 | 無 四 球 | 勝 利 | 敗 戦 | セ 丨 ブ | ホ 丨 ル ド | 勝 率 | 打 者 | 投 球 回 | 被 安 打 | 被 本 塁 打 | 与 四 球 | 敬 遠 | 与 死 球 | 奪 三 振 | 暴 投 | ボ 丨 ク | 失 点 | 自 責 点 | 防 御 率 | W H I P |
| -------- | -------- | ----- | ----- | ----- | ----- | -------- | ----- | ----- | -------- | ----------- | ----- | ----- | -------- | -------- | ----------- | -------- | ----- | -------- | -------- | ----- | -------- | ----- | -------- | -------- | ------- |
| 2011     | TOR      | 11    | 0     | 0     | 0     | 0        | 1     | 0     | 0        | 0           | 1.000 | 59    | 15.2     | 11       | 1           | 4        | 0     | 0        | 14       | 0     | 0        | 2     | 2        | 1.15     | 0.96    |
| 2012     | TOR      | 11    | 2     | 0     | 0     | 0        | 0     | 2     | 0        | 0           | .000  | 97    | 22.0     | 22       | 7           | 14       | 0     | 0        | 16       | 0     | 0        | 15    | 15       | 6.14     | 1.64    |
| MLB：2年 | MLB：2年 | 22    | 2     | 0     | 0     | 0        | 1     | 2     | 0        | 0           | .333  | 156   | 37.2     | 33       | 8           | 18       | 0     | 0        | 30       | 0     | 0        | 17    | 17       | 4.06     | 1.35    |

### 年度別守備成績
| 年 度 | 球 団 | 投手（P） | 投手（P） | 投手（P） | 投手（P） | 投手（P） | 投手（P） |
| 年 度 | 球 団 | 試 合     | 刺 殺     | 補 殺     | 失 策     | 併 殺     | 守 備 率  |
| ----- | ----- | --------- | --------- | --------- | --------- | --------- | --------- |
| 2011  | TOR   | 11        | 0         | 2         | 0         | 0         | 1.000     |
| 2012  | TOR   | 11        | 1         | 1         | 1         | 0         | .667      |
| MLB   | MLB   | 22        | 1         | 3         | 1         | 0         | .800      |

### 背番号
- 34（2011年 - 2012年）